# Kaszpi királyfogoly
A kaszpi királyfogoly (Tetraogallus caspius) a madarak (Aves) osztályának a tyúkalakúak (Galliformes) rendjébe és a fácánfélék (Phasianidae) családjába tartozó faj.

## Rendszerezése
A fajt Samuel Gottlieb Gmelin német ornitológus írta le 1784-ben, a Tetrao nembe Tetrao caspius néven.

## Alfajai
- Tetraogallus caspius tauricus (Dresser, 1876) - Törökország keleti része és Örményország nyugati része
- Tetraogallus caspius caspius (S. G. Gmelin, 1784) - Örményország középső részétől keletre Türkmenisztánig
- Tetraogallus caspius semenowtianschanskii (Zarudny, 1908) - A Zagrosz hegység Irán délkeleti részén [2]

## Előfordulása
Azerbajdzsán, Grúzia, Irán, Irak, Törökország, Türkmenisztán és Örményország területén honos. Természetes élőhelyei az 1800–4000 méter közötti sziklás, füves területek. Állandó, nem vonuló faj.

## Megjelenése
Testhossza  55–61 centiméter, szárnyfesztávolsága 95–105 centiméter, a hím testtömege 2500–2684 gramm, a tojóé 1800–2344 gramm.

## Életmódja
Valószínűleg levelekkel, gyümölcsökkel, szárakkal és gumókkal táplálkozik.

## Természetvédelmi helyzete
Az elterjedési területe nagyon nagy, egyedszáma 16000-39999 példány közötti és csökken. A Természetvédelmi Világszövetség Vörös listáján nem fenyegetett fajként szerepel.